# Tupolev TB-3
Le Tupolev TB-3 ou Tupolev ANT-6 (en russe Туполев ТБ-3/АНТ-6) est un bombardier quadrimoteur. 
6 ont été livrés à la Force aérienne de la république de Chine durant la guerre sino-japonaise.
Il pouvait aussi servir de transport d'aéronef parasite car il était possible d'y attacher un chasseur sur le fuselage ou sur des emplacements de fixation sur les ailes. Les premiers bombardiers transportant des chasseurs parasites ont été conçus dans le cadre des expériences Zveno menées en Union soviétique par Vladimir Vakhmistrov (en) à partir de 1931. Jusqu'à cinq chasseurs de divers types ont été transportés par des bombardiers Polikarpov TB-2 et Tupolev TB-3. En août 1941, ces combinaisons ont effectué les seules missions de combat jamais entreprises par des chasseurs parasites. Des TB-3 transportant des bombardiers en piqué Polikarpov I-16SPB ont attaqué le pont Cernavodă et les quais Constanța, en Roumanie. Après cela, cet escadron, basé en Crimée, a mené une attaque tactique sur un pont enjambant le fleuve Dniepr à Zaporijia, qui avait été capturé lors de l'avancée des troupes allemandes.

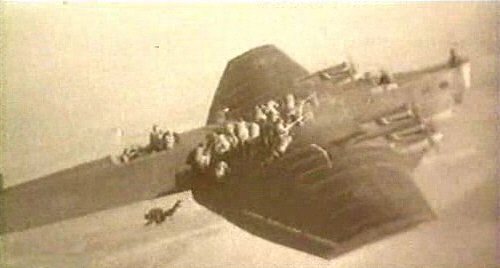
Parachutistes sautant d'un TB-3